# Japón
Japón è un film del 2002 diretto da Carlos Reygadas, presentato nella Quinzaine des Réalisateurs al 55º Festival di Cannes.

## Trama
Il film segue la vita di un uomo che sta attraversando una grave crisi esistenziale.